# Papua Nová Guinea
Papua Nová Guinea či Papua-Nová Guinea (anglicky Papua New Guinea, tok pisin Papua Niugini, hiri motu Papua-Matamata Guinea), plným názvem Nezávislý stát Papua Nová Guinea, je stát na východě ostrova Nová Guinea a na ostrovech v Melanésii.
Na západě sousedí pozemní hranicí s Indonésií, na východě přes mořský průliv u ostrova Bougainville se Šalomounovými ostrovy a na jihu přes Torresův průliv s Austrálií. V roce 2024 se odhady celkové populace pohybovaly mezi 11 až 17 miliony obyvatel. Tento rozdíl zapříčiňuje fyzická izolace a omezené začlenění do státní administrativy u mnohých ze stovek kmenů žijících na ostrově. Podle slov premiéra Jamese Marapeho populace "může dosahovat přibližně 12 milionů".

## Historie

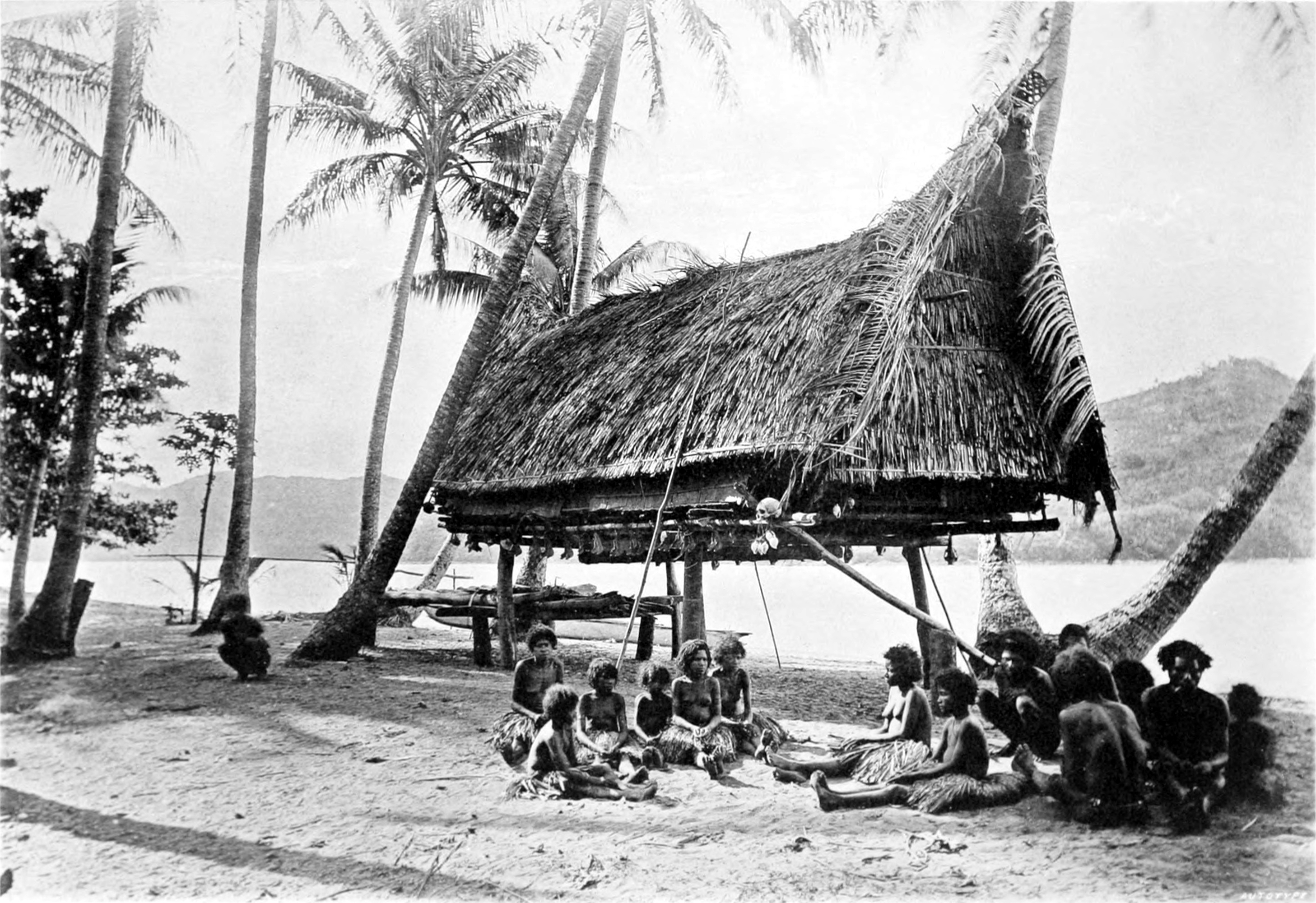
Britská Nová Guinea v době, kdy patřil mezi běžnou součást života Papuánců lov lebek

Jako první Evropané se do oblasti kolem ostrova Nová Guinea dostali v roce 1512 španělští a portugalští mořeplavci. V roce 1545 přistál u ostrova španělský objevitel Inigo Ortiz de Retez, který ostrov pojmenoval Nová Guinea, protože mu tropický prales a domorodé obyvatelstvo, hlavně Papuánci a Melanésané, připomínalo krajinu i obyvatele Guineji v západní Africe.
Východní část ostrova si v roce 1884 rozdělily Velká Británie (jihovýchodní část) a Německé císařství (severovýchodní část). Britská část, zvaná teritorium Papua, se roku 1901 stala součástí Australského svazu. Německá kolonie Země císaře Viléma byla součástí Německé Nové Guineje, která zahrnovala i další ostrovy v Oceánii. V roce 1914, po vypuknutí první světové války, Zemi císaře Viléma obsadili Australané prakticky bez odporu. V roce 1920 byla mandátem Společnosti národů svěřena do australské správy jako mandátní území typu C pod názvem teritorium Nová Guinea.
Během druhé světové války v Pacifiku byla severní část australského teritoria Nová Guinea okupována Japonci.
V roce 1949 Austrálie spojila obě teritoria (Papua a Nová Guinea) v jeden celek, zvaný teritorium Papua Nová Guinea. V roce 1972 zde proběhly první všeobecné volby a v prosinci 1973 jí Austrálie poskytla vnitřní samosprávu. 16. září 1975 byla vyhlášena nezávislost země. V letech 1989–1998 probíhaly krvavé boje mezi vládou a secesionistickým hnutím na ostrově Bougainville.

## Státní symboly

### Vlajka
Vlajka Papuy Nové Guineje je rozdělena šikmým dělením seshora dolů na dvě trojúhelníková pole, černé (u žerdi) a červené (ve vlající části). V černém poli je umístěno pět bílých pěticípých hvězd (čtyři větší a jedna menší), seřazených do podoby souhvězdí Jižního kříže. V červeném poli je stylizována letící žlutá rajka.

### Znak
Státní znak Papuy Nové Guineje je tvořen stylizovanou rajkou s červeno-hnědými křídly a zelenou hrudí, sedící na černobílém domorodém bubnu kundu, za kterým leží černobílé obřadní kopí.

## Geografie

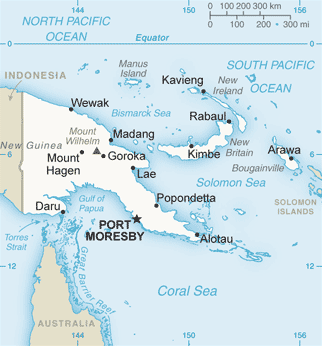
Mapa

Osmdesát procent rozlohy země leží na ostrově Nová Guinea. Zbylých 20 % zaujímá asi 600 dalších ostrovů (Bismarckovo souostroví, D’Entrecasteauxovy ostrovy, Louisiady, Bougainville).
Území je hornaté, na jihozápadě a zčásti na severu hlavního ostrova se rozkládají nížiny. Jeho střední částí se táhne Centrální pohoří. Toto pásmo je tvořeno několika částmi: Pobřežními horami, Sněžnými horami, Müllerovými horami, Bismarckovými horami (s nejvyšší horou Mount Wilhelm 4509 m n. m.) a pohořím Owena Stanleye. Na hlavním ostrově i na přilehlých ostrovech (například Birara nebo Bougainville) se tyčí vyhaslé i činné vulkány.
Horské hřbety jsou odděleny hlubokými ostře zaříznutými údolími řek s četnými peřejemi. Největší řeky jsou na severu Sepik a na jihu Fly. Největším jezerem je sladkovodní Lake Murray.

### Podnebí
Papua Nová Guinea leží v oblasti vyznačující se teplým rovníkovým podnebím, část země se ovšem vyznačuje tropickým monzunovým podnebím. Průměrné teploty jsou v lednu 27,5 °C, v červenci 26 °C. Srážky dosahují průměrně okolo 3000 mm, na horách i 6000 mm. V hlavním městě Port Moresby je průměrná teplota vzduchu celoročně okolo 27 °C, roční úhrn srážek je 1040 mm.

### Fauna a flóra
Zdejší flóra je velmi rozmanitá. V tropických deštných lesích roste spousta druhů palem, eukalyptů, stromových kapradin a rostlin z čeledi myrtovitých. Porost pobřežních oblastí tvoří mangrovy a bažiny. Ve vyšších nadmořských výškách roste hodně jehličnanů, např. cedry a araukárie.
Na Nové Guineji žije mnoho zajímavých živočichů. Domovinou je pro ježury, krokodýly, želvy, hady, asi deset druhů stromových klokanů a spatřit zde můžeme také několik druhů ptáků (např. rajky a kasuáry).

## Ekonomika

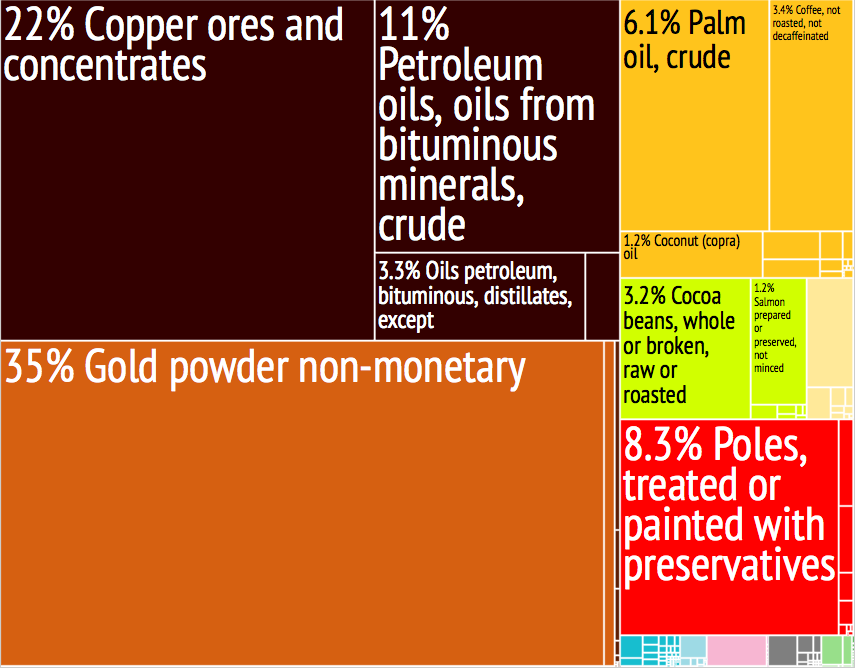
Export

### Nerostné bohatství
Papua Nová Guinea je rozvojový zemědělský stát s významnou těžbou nerostných surovin. V roce 1999 těžba minerálů tvořila 26,3 % HDP. Největší doly na zlato a na měď se nachází v údolí Porgera (zlato), při horním toku řeky Ok Tedi (měď), na ostrově Simberi (zlato a stříbro) a na ostrově Lihir (zlato).
V zemi se také nachází ložiska niklu. Konsorcium vedené společností Chevron také v provincii Southern Highlands těží zemní plyn. K širšímu využití plynových zásob dojde po vystavění plynovodu z Papuy do Queenslandu v Austrálii.

### Průmysl
Nejdůležitější součástí průmyslu je hutnictví a zpracování barevných kovů. Velkého významu dosahuje i potravinářský průmysl, v jeho rámci se vyrábí cukr, palmový olej a zpracovává se kopra.
Národními aeroliniemi jsou Air Niugini

### Zemědělství
Navzdory rozsáhlému nerostnému bohatství se více než 80 % obyvatelstva živí zemědělstvím. Pěstují se banány, kakao, káva, kokosové ořechy, kopra, ovoce, zelenina, batáty (sladké brambory), maniok, taro, jamy, palmová jádra (na olej), cukrová třtina a ananasy. Chovají se prasata, skot a drůbež.

### Ostatní odvětví
Pro většinu obyvatel země představují zemědělství, těžba dřeva a lov (zejména rybolov, loví se tuňáci) významné zdroje obživy.

## Obyvatelstvo

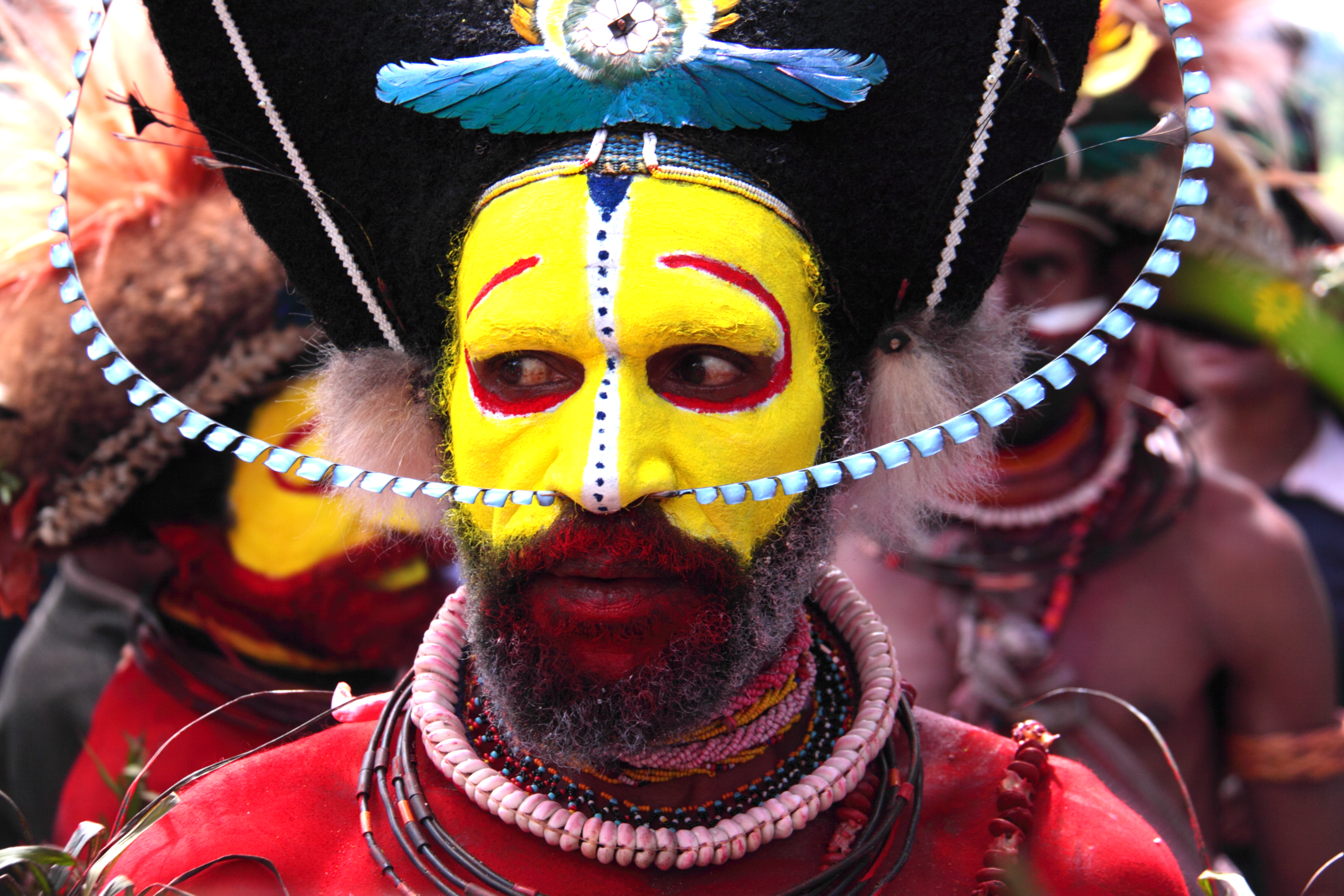
Papuánci s čelenkami z rajčího peří

Obyvatelstvo Papuy Nové Guineje tvoří melanéští Papuánci, Polynésané a Mikronésané. Negramotnost obyvatelstva přesahuje 35 %. Téměř 1000 kmenů původních obyvatel hovoří více než 740 jazyky. Střední délka života mužů je 62,9 let, žen 67,2 let. Obyvatelé Papuy Nové Guineje nemají právo na placenou rodičovskou dovolenou (jako jedna ze tří zemí na světě – vedle Ománu a USA).[zdroj?]

### Kriminalita
Země se vyznačuje značnou mírou kriminality, a to včetně hlavního města Port Moresby, v němž dochází k vysokému počtu vražd, loupeží a znásilnění, kvůli čemu se řadí mezi nejnebezpečnější místa pro život vůbec. Zločiny často páchají zločinecké gangy, přičemž například ke vstupu do jednoho z nejznámějších místních gangů Raskol je potřeba kromě jiného znásilnit alespoň jednu ženu. K dalším více nebo méně rozšířeným formám kriminality v zemi patří ozbrojené soupeření místních kmenů a gangů, mrzačení a jiné domácí násilí páchané na ženách a sexuální násilí na ženách a dětech.
U některých domorodých papuánských kmenů se podle některých zdrojů stále může objevovat praktikování rituálního kanibalismu. Dalším problémem země je rozšířená víra zdejšího obyvatelstva v čarodějnictví a černou magii, která v některých případech vyúsťuje až k svépomocnému vyslýchání, brutálnímu mučení a případné popravě (upálení nebo stětí) údajné čarodějnice.

### Největší města
- Port Moresby – 250 000 obyvatel (hlavní město)
- Lae – 76 000 obyvatel
- Arawa – 40 000 obyvatel
- Mount Hagen – 35 000 obyvatel
- Popondetta – 30 000 obyvatel